# This Last Warm Solitude
This Last Warm Solitude is het tweede studioalbum van Ozark Henry. Dit album is geproduceerd door Piet Goddaer met medewerking van Mark Phythian en Roy Spong. Dit zijn de assistenten van Gil Norton, die onder andere albums van Pixies heeft geproduceerd. Piet Goddaer had voor Phythian en Spong gekozen omdat zij accepteerden dat Goddaer zelf de productie deed en ze samen vooral veel plezier zouden hebben. Spong introduceert Audrey Riley (cello) bij Ozark Henry en dit album is het begin van de jarenlange samenwerking. Het album wordt opgenomen bij ICP Studios in Brussel.
De receptie in de pers van deze meer toegankelijke plaat was veelbelovend. De Morgen recenseert het als volgt: "In muzikaal opzicht heeft deze kleurrijke puzzel van triphop, eighties wave, experimentele pop en minimal music alles om, ook ver buiten onze landsgrenzen, een diepe indruk te maken.”
Het album is gemixt in Londen.

## Stijl
Wat opvalt aan dit album is dat de songstructuren sterk zijn versimpeld en dat Piet Goddaer meer zingt dan rapt. Er is weemoed in zijn teksten gekropen en de muziek heeft meer gelaagdheid gekregen. De rijkdom aan klankkleuren en de elektronische programmering van de songs zijn gebleven.

## Live
Live besteed de groep veel aandacht aan het visuele aspect. Piet Goddaer in De Morgen: "Voor mij gaan klank en beeld altijd samen. De plaat is voor mij dan ook een soundtrack van een onbestaande film. Op het podium maken we het beeld live, een organisch gebeuren waarbij klank en beeld elkaar voeden. Daardoor kan er veel misgaan, maar als er alleen maar zekerheden zouden zijn, dan interesseert het mij niet daar te staan."

## Versies van het album
Er zijn twee versies van This Last Warm Solitude in omloop. Eén gewone versie, een 1 cd versie en een heruitgave waar een live cd bijzit. Deze is opgenomen in de MCM in Parijs. Deze heruitgave kwam er doordat de plaat zonder deze live cd eerst niet goed genoeg verkocht.
This Last Warm Solitude werd in 1999 ook uitgegeven in Duitsland, Frankrijk en in Nederland, en kreeg positieve kritiek. Door interne problemen slaagde Double T Music er niet in om het album uit te brengen in de UK.

## Singles
Het album werd uitgebracht in oktober en de eerste single was Radio (7.1.23.19.11.5.13.31). Piet schreef deze song voor een vriend, Wowie Mestdagh. Wowie overleed aan kanker een paar dagen voordat het album uitkwam. De tweede single van het album was Ocean (I'm Slipping Away from Me) en werd in 1999 uitgegeven. Het nummer Summer Junkie werd uitgebracht in het Verenigd Koninkrijk als een promo single, stond op nummer één in de 'Tipsheet' en kreeg veel airplay op radiostations.

## Nummers
| Alle nummers zijn geschreven door Piet Goddaer. CD1 - This Last Warm Solitude 1. "Radio (7.1.23.19.11.5.13.31)" - (3:46) 2. "Inhaling" - (3:54) 3. "Love Is Free to Interfere" - (3:22) 4. "[Hurray Goodbye" - (3:27) 5. "Ocean (I'm Slipping Away from Me)" - (4:07) 6. "This Hole Is the Whole" - (4:00) 7. "Summer Junkie" - (4:54) 8. "Elvis Is Dead" - (3:26) 9. "It's a Calling (Hear Me Out)" - (3:46) 10. "Me and My Sister" - (4:17) 11. "Junkie Show" - (1:45) 12. "In & Out" - (3:31) 13. "Pillgrim" - (8:36) | CD2 - Live In Paris 1. "Elvis Is Dead [Live]" - (3:46) 2. "In & Out [Live]" - (3:39) 3. "Inhaling [Live]" - (4:00) 4. "Hope Is a Dope [Live]" - (3:53) 5. "Ocean (I'm Slipping Away from Me)" [Live] - (4:15) 6. "A Mes Oiseaux [Live]" - (4:00) 7. "Radio (7.1.23.19.11.5.13.31) [Live]" - (4:48) 8. "[Love Is Free to Interfere [Live]" - (3:32) |  |

## Instrumentaties, Composities
| Muzikanten: • Audrey Riley (cello) • Filip Tanghe (programmatie) • Ghalia Benali (backing vocals) • Jeanna Celeste (backing vocals) | • Leo Payne (viool) • Mark Phythian (programmatie) • Piet Goddaer (bewerker, gitaar, piano, programmatie, zang) |